# 岩手県ヘアデザイナー学園
岩手県ヘアデザイナー学園（いわてけんヘアデザイナーがくえん）は、職業訓練法人岩手県理容美容訓練協会が運営する認定職業訓練による職業能力開発校。正式名称は、岩手県理容美容高等職業訓練校（いわてけんりようびようこうとうしょくぎょうくんれんこう）である。美容師・理容師を育成する。岩手県花巻市に所在する。

## 所在地
- 岩手県花巻市西大通り1-33-3